# شالوم

شالوم به عبری

شالوم (عبری: שָׁלוֹם‎ و همچنین: شولوم، شُلِم، شولِم) یک کلمه عبری به معانی صلح، هماهنگی، تمامیت، کامل بودن، رفاه و آرامش است و می‌تواند اصطلاحاً به معنی سلام و خداحافظ استفاده شود.
این واژه همان‌طور که در انگلیسی نیز معنا می‌دهد، می‌تواند به صلح بین دو موجودیت (به ویژه بین انسان و خدا یا بین دو کشور) اشاره داشته باشد، یا به رفاه یا امنیت یک فرد یا گروهی از افراد اشاره کند. کلمه شالوم در بسیاری از عبارات و نام‌های دیگر نیز یافت می‌شود. معادل هم ریشه آن در عربی سلام است.

## واژه‌شناسی
در عبری، کلمات ریشه‌دار هستند، و از طریق صامت‌ها از هم تمیز داده می‌شوند. انواع مختلفی از کلمات، اغلب با برخی معانی متفاوت، می‌توانند از یک ریشه تشکیل شوند؛ بنابراین از ریشه (ش.ل. م) کلمات شالوم (صلح، رفاه)، هیشتالِم (ارزش آن را داشت)، شولَم (پرداخت شد)، مِشولَم (پیش پرداخت شده)، مُشلَم (کامل) و شالِم (کلی) وجود دارند.
در ترجمه‌های کتاب مقدس، شالوم ممکن است گاهی به عنوان صلح ترجمه شود.

## اصول دینی یهودیت
در یهودیت، شالوم (صلح) یکی از اصول اساسی تورات است: «راه‌های او راه‌های دلپذیر بوده و همه راه‌های او شالوم (صلح) است». تلمود توضیح می‌دهد: «کل تورات بخاطر روش‌های شالوم (صلح) است». ابن میمون در توره میشنه چنین اظهار نظر می‌کند: «صلح بزرگ است، همان‌طور که کل تورات برای ترویج صلح در جهان داده شده‌است.»

## به عنوان نام

### نام برای خدا
تلمود می‌گوید، نام خدا صلح یا همان شالوم است، بنابراین مجاز نیست که در مکان‌هایی مانند دستشویی سلام و احوالپرسی با کلمه شالوم انجام شود.

### نام برای مردم
شالوم همچنین در عبری مدرن به عنوان یک نام یا یک نام خانوادگی در اسرائیل رایج است و معمولاً توسط مردان استفاده می‌شود اما زنانی به نام شالوم مانند مدل کانادایی شالوم هارلو وجود دارد.
- نام شلویمو (از ریشه سلیمان).
- نام‌های مردانه مرتبط مانند شلومی و شلوم.
- نام‌های زنانه مرتبط مانند شالومیت و سالومه.
- شلوم علیخم، طنزپرداز روسی.

### نام سازمانها
شالوم می‌تواند بخشی از نام سازمان باشد.
به عنوان مثال، نام سازمان‌ها و مکان‌های زیر به «صلح» بین اسرائیل و همسایگان عرب آن اشاره دارد:
- گوش شالوم
- ناوه شالوم
- شالوم آچشاو (صلح اکنون)

### نام کنیسه‌ها یا سازه‌ها
شالوم بعنوان بخشی از نامهای دیگر مانند کنیسه‌ها استفاده می‌شود، مانند:
- کنیسه نیو شالوم در استانبول، ترکیه
- پارک شالوم در شارلوت، کارولینای شمالی و دنور، کلرادو
- برج شالوم میر در تل آویو، اسرائیل
- دره بت شالوم در انسینو، لس آنجلس

### نام رویدادها
- جنگ ۱۹۸۲ لبنان در عبری به جنگ برای شالوم (یا بهزیستی) (عبری :מלחמת שלום הגליל)معروف است.

### دیگر
- اس اس شالوم، کشتی اقیانوس‌پیمایی است که توسط شرکت کشتیرانی زیم اسرائیل اداره می‌شود.
- شالوم یک روزنامه هفتگی یهودی است که در استانبول، ترکیه به زبان ترکی و یک صفحه به لادینو (یهودی-اسپانیایی) منتشر می‌شود.